# AirPods Pro
Los AirPods Pro son unos auriculares inalámbricos Bluetooth diseñados por Apple, lanzados inicialmente el 30 de octubre de 2019.
Los AirPods Pro de primera generación utilizan el chip H1 que se encuentra en los AirPods de segunda generación, pero añaden cancelación activa de ruido, modo de transparencia, ajuste automatizado del perfil de frecuencia, resistencia al agua IPX4, un estuche de carga con carga inalámbrica y puntas de silicona intercambiables.
Los AirPods Pro de segunda generación se anunciaron en septiembre de 2022, y cuentan con el chip H2, conectividad Bluetooth 5.3, calidad de sonido y cancelación de ruido mejoradas, mayor duración de la batería, gestos para ajustar el volumen, seguimiento de Find My, compatibilidad con el cargador del Apple Watch y almohadillas de tamaño extrapequeño.

## Modelos

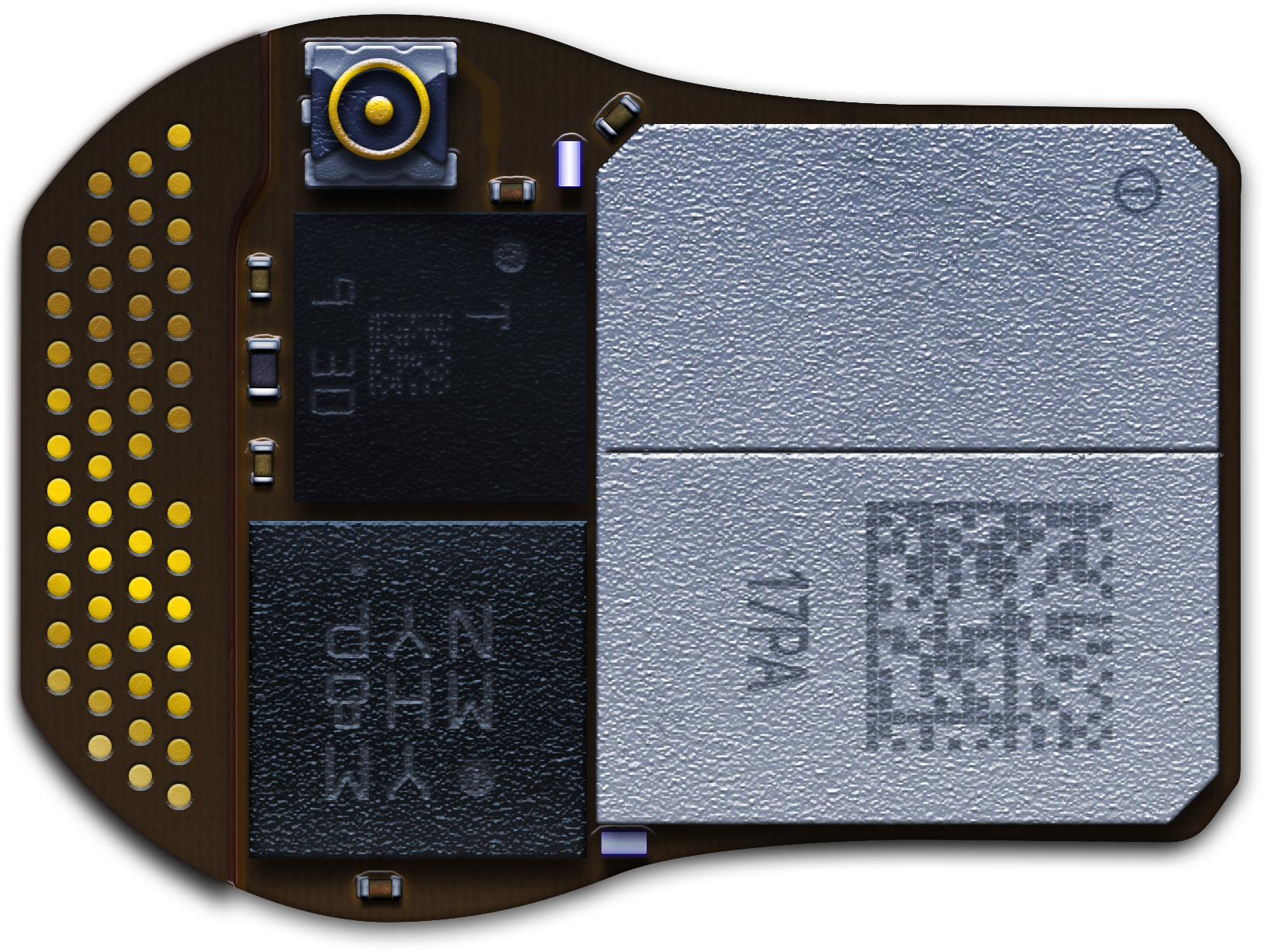
Ilustración del Chip H1 de Apple visto desde abajo.

### Primera generación
Apple anunció los AirPods Pro el 28 de octubre de 2019 y los puso a la venta dos días después, el 30 de octubre de 2019. Incluyen características de los AirPods estándar, como un micrófono que filtra el ruido de fondo, acelerómetros y sensores ópticos que pueden detectar presiones en el vástago y la colocación en el oído, y pausa automática cuando se sacan de los oídos. El control mediante pulsaciones se sustituye por la presión de un sensor de fuerza en las varillas. Tienen una clasificación IPX4 de resistencia al agua.
Los AirPods Pro utilizan el chip H1 que también se encuentra en los AirPods de segunda y tercera generación, que admite el manos libres «Hey Siri». Cuentan con cancelación activa del ruido, que se consigue mediante micrófonos que detectan el sonido exterior y altavoces que producen un «antirruido» exactamente opuesto. La cancelación activa del ruido puede desactivarse o cambiarse al «modo transparencia», que ayuda a los usuarios a oír el entorno. Los modos de cancelación de ruido también se pueden cambiar en iOS o pellizcando las patillas de los AirPods con el sensor de fuerza.
El chip H1 está integrado en un módulo único de sistema en un paquete (SiP) que incluye otros componentes, como el procesador de audio y los acelerómetros.
La duración de la batería es igual a la de los AirPods de segunda generación, con cinco horas, pero la cancelación de ruido o el modo transparente la reducen a 4,5 horas debido al procesamiento adicional. El estuche de carga anuncia las mismas 24 horas de tiempo total de escucha que el estuche estándar de los AirPods. También es compatible con la carga inalámbrica estándar Qi. En octubre de 2021, Apple actualizó el estuche de carga incluido con MagSafe. Al igual que los AirPods, los AirPods Pro han recibido críticas por la duración de su batería.
Los AirPods Pro vienen con tres tamaños de almohadillas de silicona. Hay una prueba de software en iOS llamada Ear Tip Fit Test que «[comprueba] el ajuste de las almohadillas de tus AirPods para determinar qué tamaño proporciona el mejor sellado y rendimiento acústico» para garantizar un ajuste correcto, así como una función llamada «Adaptive EQ» que ajusta automáticamente el contorno de frecuencia, supuestamente para adaptarse mejor a la forma de la oreja del usuario. A partir de principios de 2020, Apple comenzó a vender reemplazos de almohadillas para los AirPods Pro en su sitio web.
Con iOS 14 y iPadOS 14, Apple añadió un modo de audio espacial diseñado para simular el sonido envolvente 5.1. Entre las aplicaciones compatibles se incluyen la app Apple TV, Disney+, HBO Max y Netflix. El audio espacial requiere un iPhone o iPad con un procesador Apple A10 o posterior. tvOS 15 llevó el audio espacial al Apple TV 4K.
iOS 14 también añadió la posibilidad de aplicar adaptaciones de auriculares al modo Transparencia, lo que permite a los AirPods Pro actuar como audífonos rudimentarios. En octubre de 2021, se añadió un nuevo modo Conversation Boost como personalización del modo Transparencia normal. Este modo realza las voces por encima del ruido de fondo y la música.

### Segunda generación
Los AirPods Pro de segunda generación se anunciaron en un evento mediático de Apple el 7 de septiembre de 2022 y salieron a la venta el 23 de septiembre de 2022. Utilizan un chip H2 actualizado con conectividad Bluetooth 5.3, y presentan una calidad de sonido y una cancelación del ruido mejoradas, así como una mayor duración de la batería. También incluyen almohadillas de tamaño extrapequeño, y los AirPods permiten deslizar el dedo hacia arriba y hacia abajo para ajustar el volumen. Las almohadillas son físicamente compatibles con los AirPods Pro de primera generación, ya que utilizan el mismo conector, pero Apple señala que las almohadillas de segunda generación utilizan una malla menos densa y recomienda no mezclarlas para mantener la coherencia acústica.
El estuche de carga incluye un chip Apple U1 compatible con el seguimiento Find My, e incluye un altavoz para la localización y las actualizaciones de estado. Además de los cargadores Lightning, Qi y MagSafe, también es compatible con los cargadores del Apple Watch. También se ha añadido un lazo para cordón en el lateral de la funda.

## Compatibilidad
La compatibilidad con los AirPods Pro se añadió en iOS 13.2, watchOS 6.1, tvOS 13.2 y macOS Catalina 10.15.1. Son compatibles con cualquier dispositivo que admita Bluetooth, incluidos dispositivos Windows y Android, aunque ciertas funciones, como el cambio automático entre dispositivos, solo están disponibles en dispositivos Apple que utilicen su servicio iCloud.